# Dennis Gansel
Dennis Gansel (Hannover, 4 de octubre de 1973) es un director de cine y guionista alemán.

## Vida y obra
Durante su etapa de formación (1987-1993) Dennis Gansel estuvo en el Tellkampfschule de Hannover donde se graduó y obtuvo el Abitur (diploma que permite el acceso a la universidad).  De 1993 a 1995 hizo servicio a la comunidad. Desde 1994 hasta 2000 estudió en la Academia de televisión y cine de Múnich.
Su primer trabajo fue un cortometraje llamado The wrong trip realizado en 1995. Su primer largometraje sería en 1999 con Das Phantom (El fantasma), un thriller político sobre la Fracción del Ejército Rojo (RAF) con Jürgen Vogel como protagonista haciendo de investigador. La película se emitió en televisión en mayo de 2000 y no solo tuvo una gran repercusión mediática, sino que también logró tres premios Adolf-Grimme. Su debut en el cine llegó en 2001 con Mädchen, Mädchen (Chicas, chicas).
En 2008 se estrenó La ola basada en un experimento escolar desarrollado en Estados Unidos en 1967 adaptado a la Alemania actual. La película estuvo en el Festival de cine de Sundance en la sección World Cinema – Dramatic. Al final el premio fue para el largometraje sueco Ping-pongkingen de Jens Jonsson. Pero La ola ganaría el bronce Deutschen Filmpreis (Premio del cine alemán) a la mejor película alemana.

## Películas
- 1995: The Wrong Trip (cotrometraje)
- 1996: Living Dead (cotrometraje)
- 1998: Im Auftrag des Herren (cotrometraje)
- 1999: Das Phantom
- 2001: Mädchen, Mädchen
- 2004: Napola - Elite für den Führer
- 2008: Die Welle (La Ola)
- 2009: Männerherzen (Como actor invitado)
- 2010: Wir sind die Nacht (Somos la noche)
- 2012: Die vierte Macht (El Cuarto Estado)
- 2016: Mechanic: Resurrection
- 2018: Jim Knopf & Lukas der Lokomotivführer
- 2019: Berlin, I Love You
- 2020: Jim Button and the Wild 13

## Premios
- Bayerischer Filmpreis 2005 por Napola – Elite für den Führer.
- Deutscher Filmpreis al mejor guion en 2003 por Napola – Elite für den Führer.
- Adolf-Grimme-Preis por Das Phantom (El fantasma).
- Deutscher Filmpreis 2008 de bronce por La Ola (Mejor largometraje).